# Claroteidae
A Claroteidae a sugarasúszójú halak (Actinopterygii) osztályába és a harcsaalakúak (Siluriformes) rendjébe tartozó család.

## Rendszertani besorolása
A Claroteidae-fajok korábban a tüskés harcsafélék (Bagridae) halcsaládba voltak sorolva.

## Tudnivalók
E család fajai Afrika területén élnek. A legismertebb fajok az Auchenoglanis occidentalis és a Chrysichthys longipinnis. A Claroteidae-fajok főleg táplálkozási célokból halásszák, de néhányuk díszhalként is szolgál, főleg a városi akváriumokban.
Testük enyhén hosszúkás. Mellúszóik erősek, hátúszóik pedig tüskések. Általában négy pár bajuszszáluk és egy zsírúszójuk van.

## Rendszerezés
A családba az alábbi 2 alcsalád, 11 élő nem és 82 élő faj tartozik:
- Auchenoglanidinae
  - Auchenoglanis Günther, 1865 - 2 élő és 1 fosszilis faj
  - Notoglanidium Günther, 1903 - 9 faj
  - Parauchenoglanis Boulenger, 1911 - 9 faj
- Claroteinae
  - Amarginops Nichols & Griscom, 1917 - 1 faj
  - Bathybagrus R. M. Bailey & D. J. Stewart, 1984 - 6 faj
  - Chrysichthys Bleeker, 1858 - 42 élő és 2 fosszilis faj
  - Clarotes Kner, 1855 - 2 faj
  - Gephyroglanis Boulenger, 1899 - 3 faj
  - Lophiobagrus Poll, 1942 - 4 faj
  - Pardiglanis Poll, Lanza & Romoli Sassi, 1972 - 1 faj
  - Phyllonemus Boulenger, 1906 - 3 faj
- Bizonytalan helyzetűek (a családon belül, határozatlan alcsaládokba helyezett nemek, illetve fajok):
  - †Eaglesomia White, 1934 - 1 faj
  - †Nigerium White, 1934 - 3 faj

### Fordítás
- Ez a szócikk részben vagy egészben  a   Claroteidae című angol Wikipédia-szócikk ezen változatának fordításán alapul.  Az eredeti cikk szerkesztőit annak laptörténete sorolja fel. Ez a jelzés csupán a megfogalmazás eredetét és a szerzői jogokat jelzi, nem szolgál a cikkben szereplő információk forrásmegjelöléseként.